# Diastatomma
Diastatomma is een geslacht van libellen (Odonata) uit de familie van de rombouten (Gomphidae).

## Soorten
Diastatomma omvat 7 soorten:
- Diastatomma bicolor Selys, 1869
- Diastatomma gamblesi Legrand, 1992
- Diastatomma multilineata Fraser, 1949
- Diastatomma ruwenzorica Pinhey, 1961
- Diastatomma selysi Schouteden, 1934
- Diastatomma soror Schouteden, 1934
- Diastatomma tricolor (Palisot de Beauvois, 1805)